# Nishi-Rosen-Abkommen
Das Nishi-Rosen-Abkommen (jap. 西・ローゼン協定, Nishi-Rōzen Kyōtei; russisch Протокол Ниси — Розена, Protokol Nisi-Rozena) war ein Abkommen zwischen dem Japanischen Kaiserreich und dem Russischen Kaiserreich betreffs eines Interessenausgleichs in Korea. Das Abkommen wurde am 25. April 1898 in Tokio vom japanischen Außenminister Nishi Tokujirō und seinem russischen Amtskollegen Roman Romanowitsch Rosen unterzeichnet.

## Hintergrund
Nach dem japanischen Sieg im Ersten Japanisch-Chinesischen Krieg kam es über die Frage nach der politischen und wirtschaftlichen Kontrolle Koreas zwischen dem Japanischen Kaiserreich und dem Russischen Zarenreich zu Spannungen. Nachdem die russische Regierung, die eine freie Hand in der Mandschurei anstrebte, dem Japanischen Kaiserreich zunächst signalisiert hatte, sich fortan nicht mehr in innere koreanische Angelegenheiten einmischen zu wollen, schlug das japanische Kabinett unter der Führung von Itō Hirobumi vor, im Gegenzug für eine freie Hand in Korea die Mandschurei als russische Einflusszone anzuerkennen (Man-Kan Kōkan). Jedoch wurde während der Verhandlungen deutlich, dass Russland derart weitgehende Zugeständnisse nicht machen würde.

## Inhalt
1. Japan und Russland bestätigen die Souveränität und die vollständige Unabhängigkeit Koreas und kommen überein, auf eine Einmischung in innere koreanische Angelegenheiten zu verzichten.
2. Im Falle eines Ersuchens seitens Korea um den Rat oder Beistand Japans oder Russlands wird keine der beiden unterzeichnenden Mächte ohne vorheriges gegenseitiges Einvernehmen Militär- oder Finanzberater nach Korea entsenden.
3. Existierende und in der Entwicklung befindliche Handels- und Industrieunternehmungen Japans sowie die große Zahl ansässiger japanischer Staatsbürger in Korea anerkennend willigt die Kaiserlich Russische Regierung ein, die Entwicklung der Handels- und Industriebeziehungen zwischen Japan und Korea nicht zu behindern.

Dieses Protokoll, welches die Mandschurei nicht erwähnt, zielte auf die Bestätigung des Gleichgewichts zwischen dem Japanischen Kaiserreich und dem Russischen Reich in Korea ab.

## Bedeutung
Zwar bedeutete das Abkommen keinen Rückzug des Russischen Reiches aus Korea, jedoch ermöglichte vor allem die dritte Bestimmung des Vertrags der japanischen Seite, nach den vorangegangenen Rückschlägen erneut gleichberechtigt mit den anderen westlichen Mächten in das Rennen um Konzessionen auf der Koreanischen Halbinsel einzusteigen.
Letztlich fixierte das Abkommen die Anerkennung der russischen Interessensphäre in der Mandschurei seitens Japans und die russische Anerkennung der besonderen Stellung Japans in Korea für einen sehr begrenzten Zeitraum.